# Broń pneumatyczna

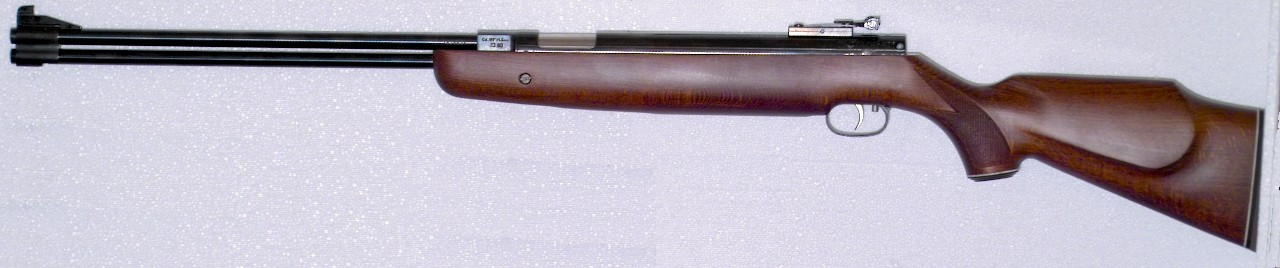
Współczesna wiatrówka sportowa

Broń pneumatyczna – broń miotająca wykorzystująca energię sprężonego gazu (powietrza atmosferycznego bądź dwutlenku węgla) jako siły napędowej pocisku. W momencie wystrzału sprężony gaz przekazuje pociskowi część swojej energii, wyrzucając go z lufy. Zasięg miotania pocisków można regulować poprzez zmianę ilości gazu wydostającego się ze zbiornika. 

## Historia

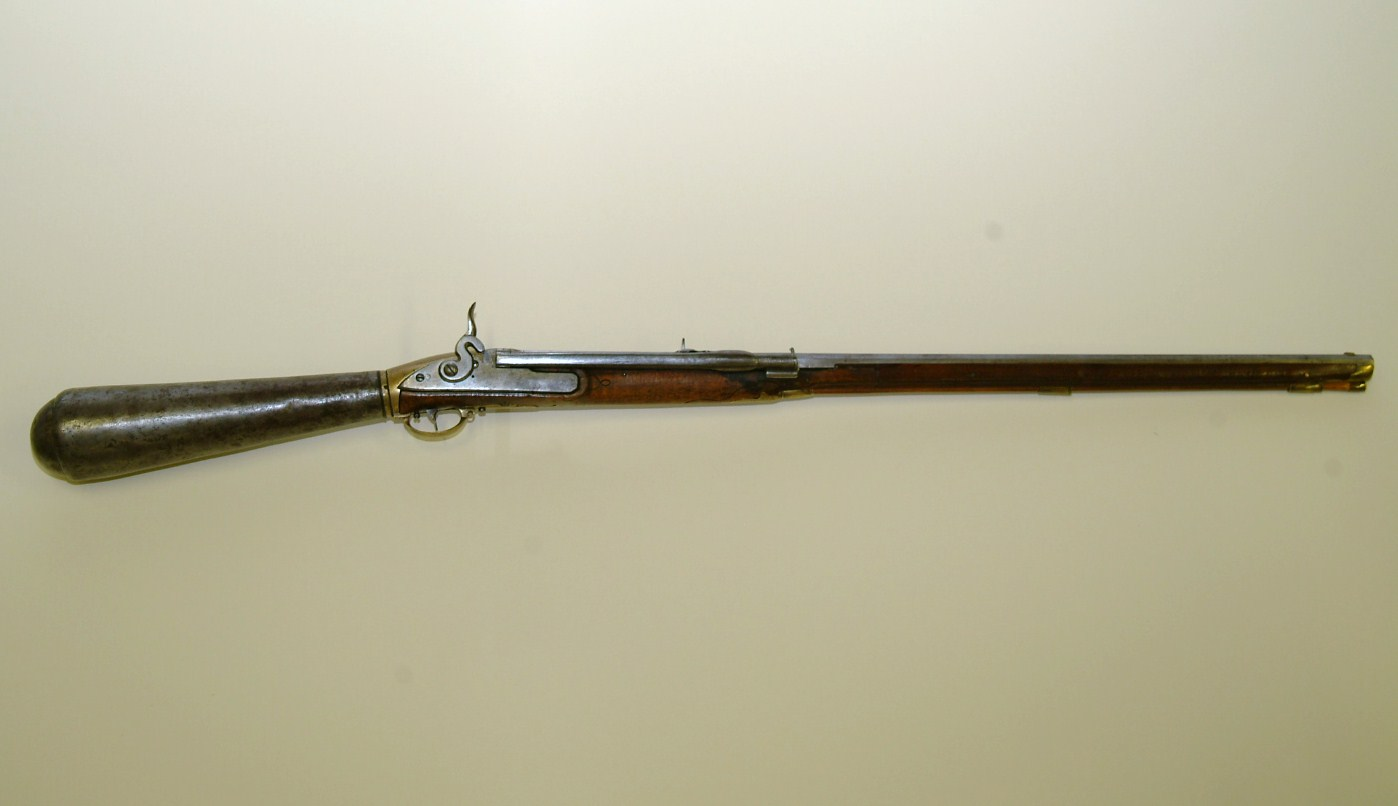
Wojskowa wiatrówka Repetierwindbüchse M.1780, XVIII w.

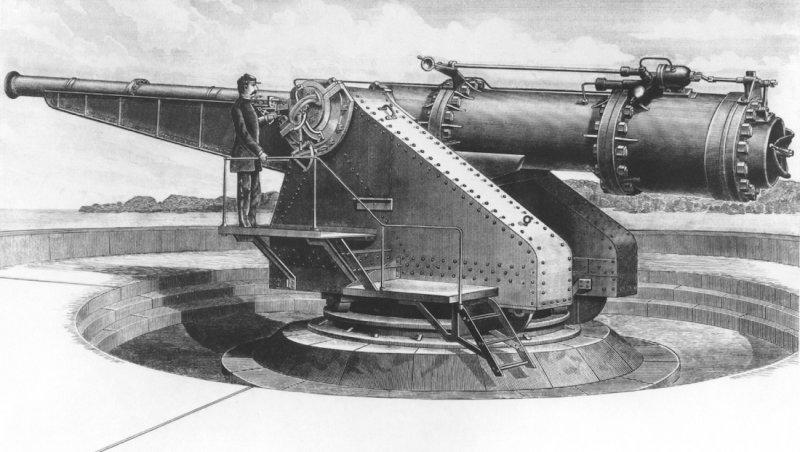
Działo pneumatyczne, XIX w.

Historycznie podejmowano różne próby zaadaptowania broni pneumatycznej do roli broni bojowej obejmujące zarówno broń ręczną (np. Repetierwindbüchse M.1780) jak i artyleryjską (np. działo pneumatyczne), jednak nigdy nie osiągając na tym polu znaczących sukcesów ze względu na ograniczenia techniczne tego typu broni. Do najważniejszych mankamentów broni pneumatycznej należały: niska manewrowość, wysoki ciężar zbiorników z gazem, skomplikowana budowa, zmienność energii wystrzału zależna od ilości pozostałego powietrza w zbiorniku itp. Współcześnie do tego typu broni zalicza się niektóre rodzaje torped oraz cywilne wiatrówki (służące do rekreacji). 

## Sytuacja prawna w Polsce
Ustawa o broni i amunicji z 1999 r. w art. 8 określa broń pneumatyczną jako „niebezpieczne dla życia lub zdrowia urządzenie, które w wyniku działania sprężonego gazu jest zdolne do wystrzelenia pocisku z lufy lub elementu ją zastępującego i przez to zdolne do rażenia celu na odległość”.
Po zmianach w ustawie od 1 stycznia 2004 do art. 8 dodano zapis: „a energia kinetyczna pocisku opuszczającego lufę lub element ją zastępujący przekracza 17 J”. Oznacza to że broń pneumatyczna o energii wylotowej pocisku nie większej niż 17 J nie wymaga pozwolenia na posiadanie broni, ani nie podlega obowiązkowi rejestracji.